# Сава Стратилат
Свети мученик Сава Стратилат је хришћански светитељ. За време владавине цара Аурелијана, Сава је живео у Риму, и имашо чин војводе. Пореклом је био из Готског племена. Посећивао је често хришћане по тамницама и помагао их својим имањем. У хришћанској традицији се помиње да му је Бог због велике чистоте и поста дао власт над демонима. Када је оптужен као хришћанин он је смело стао пред цара, бацио пред њега свој војнички појас, и јавно исповедио Исуса Христа. Мучен је разним мукама, шибан, гвожђем струган, свећама опаљиван. Међутим он није подлегао тим мукама и остао је у животу. Његови другови, војници, су после тога примили хришћанство. Њих 70 је одмах по наредби царевој посечено. Хришћани верују да се Светом Сави јавио у тамници Исус Христос у великој светлости и крепио га. По том је Сава осуђен на смрт потопљењем у воду. И бачен је у реку. Преминуо је 272. године.
Српска православна црква слави га 24. априла по црквеном, а 7. маја по грегоријанском календару.